# Norwegian Fairytales
Norwegian Fairytales är det åttonde studioalbumet med det norska folk metal-bandet TrollfesT. Albumet utgavs 2019 av skivbolaget  NoiseArt Records.

## Låtförteckning
1. "Fjøsnissens fjaseri" – 3:18
2. "Kjettaren mot strømmen" – 3:51
3. "Espen bin Askeladden" – 4:05
4. "Trine Reinlender" – 1:20
5. "Fanden flyr" – 4:00
6. "De tre Bukkene Berusa" – 1:23
7. "Småfolkets store bragder" – 6:19
8. "Draugen" – 3:47
9. "Deildegasten" – 1:34
10. "Byttingenes byttehandel" – 3:42
11. "Nøkken og Fossegrimen spiller opp til midnattstimen" – 8:15

- Text och musik: TrollfesT

## Medverkande
Musiker (TrollfesT-medlemmar)
- Fjernkontrollet (Kai Renton) – dragspel, keyboard
- Lodd Bolt (Øyvind Bolt Strönen Johannesen) – basgitarr
- Trollbank (Eirik Renton) – trummor, bouzouki
- Mr. Seidel (John Espen Sagstad) – gitarr
- Trollmannen (Jostein Austvik) – sång
- Dr. Leif Kjønnsfleis (Morten Müller) – gitarr, sång
- Drekka Dag (Dag Stiberg) – saxofon

Bidragande musiker
- Tora "MammaBinnå" Dugstad – hardingfela
- Simen "ICS Vortex" Hestnæs – jojk (spår 1)
- Miriam "Sphinx" Renvåg – sång (spår 3, 5, 10)
- Mari "Budeia Dubedåre" Müller – sång (spår 11)
- Bok'n'Brusetruse (Jon Eirik Bokn) – sång (spår 8)
- Askebassen – skratt (spår 9)
- Kjellkjé Chinnetfür Björnênēszkūtt (Bjørn Dugstad Rønnow) – trummor (spår 1, 2, 5, 7, 8)

Produktion
- Marius Strand – ljudtekniker
- Endre Kirkesola – ljudtekniker
- Anders Langberg – ljudtekniker
- Ryan Huthnance – ljudmix, mastering
- Andy WarTroll – omslagsdesign
- Jonas Darnell – omslagskonst